# BMW F10
BMW F10 — шестое поколение BMW «пятой» серии, которое было представлено 23 ноября 2009 и выпускается с 6 января 2010 года. Вариант в кузове универсал (Touring) имеет обозначение F11, а лифтбэк — F07. Это поколение пришло на смену кузовам BMW E60/BMW E61. Для Китая была разработана длиннобазная версия, которую было решено также продавать в Мексике и на Ближнем Востоке; такая версия имеет индекс F18.

## Технические особенности
По сравнению с предыдущей моделью в F10 внесено множество усовершенствований. В частности, в передней подвеске теперь применяются сдвоенные поперечные рычаги (сходная конструкция используются на BMW 7-й серии), задняя подвеска многорычажная. По состоянию на середину 2012 года данная модель в СНГ предлагается с восемью вариантами двигателей. Бензиновые двигатели включают в себя 4.4-литровый V8 твин-турбо мотор N63, 3-литровый турбированный двигатель N55, и два варианта 2-литровых двигателей N20 разной мощности. Дизельные двигатели предлагаются в четырёх разновидностях — два 3-литровых рядных шестицилиндровых мотора N57 разной мощности и двухлитровый рядный четырёхцилиндровый двигатель N47 в двух модификациях. Коробки передач предлагаются в двух вариантах — шестиступенчатая ручная коробка либо восьмиступенчатая автоматическая ZF 8HP.

## Дизайн
Экстерьер машины был разработан Яцеком Фролихом. Автомобиль выполнен в новом корпоративном стиле BMW — теперь «пятёрка» своим дизайном напоминает BMW 7-й серии в кузове F01/F02 или рестайлинговую BMW 3-й серии. Внешне автомобиль стал более традиционно похож на автомобили BMW по сравнению с E60. Также по сравнению с предыдущим поколением кузов F10 увеличился на 58 мм в длину и на 14 мм в ширину (что неудивительно, учитывая, что автомобиль построен на платформе BMW 7 серии F01), но при этом стал на 18 мм ниже.

## BMW 5 ActiveHybrid Concept
На международном автомобильном салоне 2010 года в Женеве, BMW представила концептуальный гибрид на основе BMW 5. Тягу на колеса передаёт восьмиступенчатая коробка автомат с двойным сцеплением. В автомобиле используется трёхлитровый двигатель L6 с турбонаддувом, работающий в паре с электромотором мощностью 40 кВт. В концепте реализованы возможности заранее подстраиваться под будущий режим вождения, используя данные бортовых систем и навигатора. На спуске блок управления может заглушить двигатель и задействовать электромотор для зарядки аккумуляторов, используя систему торможения. Концептуальный гибрид в среднем на 10 % экономичнее BMW 535i.

## Безопасность
Автомобиль прошёл тест Euro NCAP в 2010 году:
| Euro NCAP                                              | Euro NCAP | Euro NCAP | Euro NCAP             |
| ------------------------------------------------------ | --------- | --------- | --------------------- |
| · общий рейтинг                                        |           |           |                       |
| 95%                                                    | 83%       | 78%       | 100%                  |
| взрослый пассажир                                      | ребёнок   | пешеход   | активная безопасность |
| Протестированная модель: BMW 5 серии, 530d, LHD (2010) |           |           |                       |